# Complete of WANDS at the BEING studio
『complete of WANDS at the BEING studio』（コンプリート・オブ・ワンズ・アト・ザ・ビーイング・スタジオ）は、2002年8月25日に発売されたWANDSのベスト・アルバム。発売元はB-Gram RECORDS。

## 内容
『at the BEING studio』シリーズ第2弾。全曲リマスタリングされており、シリーズを通しての装丁でBOXケース仕様・ライナーノーツが封入されている。
2012年9月26日に価格を1680円に改めた再発盤が期間限定で発売され、BOXケースが付属せず、ブックレットの裏表紙を表側にしてジャケットとしている以外は、2002年盤と同じである。

## 収録曲
- ☆印は第1期、※は第3期の楽曲。

| #         | タイトル                                                | 作詞                                        | 作曲           | 編曲       | 時間  |
| --------- | ------------------------------------------------------- | ------------------------------------------- | -------------- | ---------- | ----- |
| 1.        | 「もっと強く抱きしめたなら」(☆)                         | 魚住勉・上杉昇                              | 多々納好夫     | 葉山たけし | 5:00  |
| 2.        | 「時の扉」                                              | 上杉昇                                      | 大島康祐       | 明石昌夫   | 4:05  |
| 3.        | 「愛を語るより口づけをかわそう」                        | 上杉昇                                      | 織田哲郎       | 明石昌夫   | 4:33  |
| 4.        | 「世界が終るまでは…」                                   | 上杉昇                                      | 織田哲郎       | 葉山たけし | 5:16  |
| 5.        | 「恋せよ乙女」                                          | 上杉昇                                      | 大島康祐       | 葉山たけし | 3:01  |
| 6.        | 「Jumpin' Jack Boy」                                    | 上杉昇                                      | 栗林誠一郎     | 葉山たけし | 3:39  |
| 7.        | 「Secret Night 〜It's My Treat〜」                      | 上杉昇 英作詞 (“It's My Treat”): 栗林誠一郎 | 栗林誠一郎     | 池田大介   | 5:28  |
| 8.        | 「DON'T TRY SO HARD」                                   | 上杉昇                                      | 柴崎浩         | 葉山たけし | 3:54  |
| 9.        | 「錆びついたマシンガンで今を撃ち抜こう」(※)             | 小松未歩                                    | 小松未歩       | 池田大介   | 4:42  |
| 10.       | 「WORST CRIME〜About a rock star who was a swindler〜」 | 上杉昇                                      | 柴崎浩         | 柴崎浩     | 4:08  |
| 11.       | 「明日もし君が壊れても」(※)                             | 坂井泉水                                    | 大野愛果       | WANDS      | 4:19  |
| 12.       | 「このまま君だけを奪い去りたい」                        | 上杉昇                                      | 織田哲郎       | 葉山たけし | 4:42  |
| 13.       | 「Same Side」                                           | 上杉昇                                      | 上杉昇・柴崎浩 | WANDS      | 5:08  |
| 14.       | 「世界中の誰よりきっと 〜Album Version〜」              | 上杉昇・中山美穂                            | 織田哲郎       | 明石昌夫   | 4:29  |
| 15.       | 「声にならないほどに愛しい」                            | 上杉昇                                      | 織田哲郎       | 明石昌夫   | 4:20  |
| 16.       | 「君が欲しくてたまらない 〜WANDS Version〜」            | 上杉昇                                      | 織田哲郎       | 葉山たけし | 3:18  |
| 17.       | 「寂しさは秋の色 〜LIVE ACOUSTIC Version〜」            | 上杉昇                                      | 栗林誠一郎     |            | 2:15  |
| 合計時間: | 合計時間:                                               | 合計時間:                                   | 合計時間:      | 合計時間:  | 72:17 |

## 楽曲解説
- 収録曲の詳細は、各項目を参照。

1. もっと強く抱きしめたなら
  - 3rdシングル。
2. 時の扉
  - 4thシングル。
3. 愛を語るより口づけをかわそう
  - 5thシングル。
4. 世界が終るまでは…
  - 8thシングル。
5. 恋せよ乙女
  - 6thシングル。
6. Jumpin' Jack Boy
  - 7thシングル。
7. Secret Night 〜It's My Treat〜
  - 9thシングル。
8. DON'T TRY SO HARD
  - 4thアルバム『PIECE OF MY SOUL』収録。
  - 長戸大幸の意向により収録された。
9. 錆びついたマシンガンで今を撃ち抜こう
  - 12thシングル。
10. WORST CRIME〜About a rock star who was a swindler〜
  - 11thシングル。
11. 明日もし君が壊れても
  - 14thシングル。
12. このまま君だけを奪い去りたい
  - 2ndアルバム『時の扉』収録。
  - DEEN 「このまま君だけを奪い去りたい」のセルフカバー。
13. Same Side
  - 10thシングル。
14. 世界中の誰よりきっと 〜Album Version〜
  - 2ndアルバム『時の扉』収録。
15. 声にならないほどに愛しい
  - 4thシングル「時の扉」のカップリング曲。
  - MANISH「声にならないほどに愛しい」のセルフカバー。
16. 君が欲しくてたまらない 〜WANDS Version〜
  - アルバム初収録。3rdアルバム『Little Bit…』制作時のアウトテイク。
  - ZYYG「君が欲しくてたまらない」のセルフカバー。
17. 寂しさは秋の色 〜LIVE ACOUSTIC Version〜
  - アルバム初収録。
  - 1994年6月24日に、中野サンプラザで披露されたライブ音源。
  - 1番しか歌われておらず、収録時間も2分15秒と短い。

## 参加ミュージシャン
- 収録曲の参加ミュージシャンの詳細は、各項目を参照。

### WANDS
| 第1期（1991年〜1992年） - Vocal：上杉昇 - Guitar：柴崎浩 - Keyboards：大島康祐 | 第2期（1992年〜1997年） - Vocal：上杉昇 - Guitar：柴崎浩 - Keyboards：木村真也 | 第3期（1997年〜2000年） - Vocal：和久二郎 - Guitar：杉元一生 - Keyboards：木村真也 |